# 1 Brygada Artylerii Górskiej (austro-węgierska)
1 Brygada Artylerii Polowej (1. GABrig.) – brygada artylerii górskiej cesarskiej i królewskiej Armii.

## Historia brygady
Z dniem 6 kwietnia 1908 roku weszła w życie nowa organizacja artylerii, w ramach której została utworzona 1 Brygada Artylerii Górskiej. Komenda brygady została ulokowana w Bressanone (niem. Brixen) na terytorium 14 Korpusu. Komendant brygady podlegał komendantowi 14 Korpusu. W skład brygady włączono:
- Tyrolski i Vorarlbergski Pułk Artylerii Górskiej Nr 1 w Trieście,
- Pułk Artylerii Górskiej Nr 2 w Bressanone,
- Pułk Artylerii Górskiej Nr 3 w Villach[1][2][3][4].

Ten ostatni stacjonował na terytorium 3 Korpusu i pod względem taktycznym został podporządkowany komendantowi 6 Dywizji Piechoty w Grazu.
1913 roku przeprowadzona została reorganizacja artylerii górskiej, w ramach której Pułki Artylerii Górskiej Nr 1 i 2 zostały przemianowane odpowienio na Pułk Artylerii Górskiej Nr 14 i 8. W skład brygady został włączony Dywizjon Górskich Haubic w Rovereto należący do nowo utworzonego Pułku Artylerii Górskiej Nr 10 w Tuzli. Po reorganizacji brygada miała następujący skład:
- Pułk Artylerii Górskiej Nr 3 w Villach
- Pułk Artylerii Górskiej Nr 8 w Bressanone,
- Tyrolski i Vorarlbergski Pułk Artylerii Górskiej Cesarza Nr 14 w Trieście.

Pułk w Villach w dalszym ciągu był podporządkowany komendantowi 6 Dywizji Piechoty.

## Komendanci brygady
- płk / GM Wilhelm Jaksch von Altbarwingen (1908[10] – 1910)
- płk Edmund von Sellner (1910[11] – 1912 → komendant 14 Brygady Artylerii Polowej[12])
- GM Adolf Weigner (1912[12] – 1913 → dyrektor Arsenału Artylerii w Wiedniu[13])
- płk / GM Adolf Aust (1913[14] – 1915)